# 野村忠宏
野村忠宏（1974年12月10日—），日本奈良縣人，是一位柔道运动员，曾三度获得奥运会金牌。除此之外他也在1997年世界柔道锦标赛上获得金牌。